# Lycosa goliathus
Lycosa goliathus là một loài nhện trong họ Lycosidae.
Loài này thuộc chi Lycosa. Lycosa goliathus được Mary Agard Pocock miêu tả năm 1901.